# Черновцы (аэропорт)
Международный Аэропорт «Черновцы́» имени Леонида Каденюка (укр. Міжнародний аеропорт «Чернівці» імені Леоніда Каденюка) — аэропорт в юго-западной части Украины, расположенный в 30 километрах от границы с Румынией, в черте одноимённого города.

## История

### История развития авиации края
История развития авиации на Буковине тесно связана с трагическими событиями в истории человечества XX века: Первой мировой и Второй мировой войнами.
Впервые буковинцы познакомились с летательными аппаратами ещё до Первой мировой войны. Это знаменательное событие для жителей Черновцов состоялось 17 октября 1910 года, когда инженер-авиатор Я. Кашпар совершил пробный полёт, а 23 октября того же года после второй попытки он поднял свой самолёт типа 
«Блерио» на высоту 30 метров и совершил горизонтальный полёт над Черновицким аэродромом. После этого буковинцы с удовольствием наблюдали за полётом другого авиатора — румынского инженера-авиатора А. Влайку. На показательных полётах он демонстрировал самолёт собственной конструкции в присутствии 30 тысяч зрителей. В том же году с воздуха были сделаны фотоснимки города, на основе которых позже были изготовлены открытки.
В начале Первой мировой авиация довольно быстро заняла подобающее ей место на поле боя. Практически с первых дней боевых действий самолёты стали использоваться для ведения разведки, а впоследствии и для выполнения других боевых задач. Так, с июня 1915 года Черновцы как город агрессора систематически подвергались нападениям российских аэропланов. На город с самолётов сбрасывались бомбы и так называемые металлические «стрелы», являющиеся оружием для поражения конницы. Результатом налётов были незначительные жертвы среди жителей города.
Применение авиации значительно активизировалось с последующим развёртыванием боевых действий. Авиационные удары стали испытывать даже приграничные с Россией буковинские сёла. Однако, если российские авиаторы атаковали Черновцы, то австрийские бомбили Каменец-Подольск, Хотин и другие места дислокации российских авиаотрядов. Особенно широко авиация использовалась для проведения оперативной и тактической разведки, аэрофотосъёмки позиций.

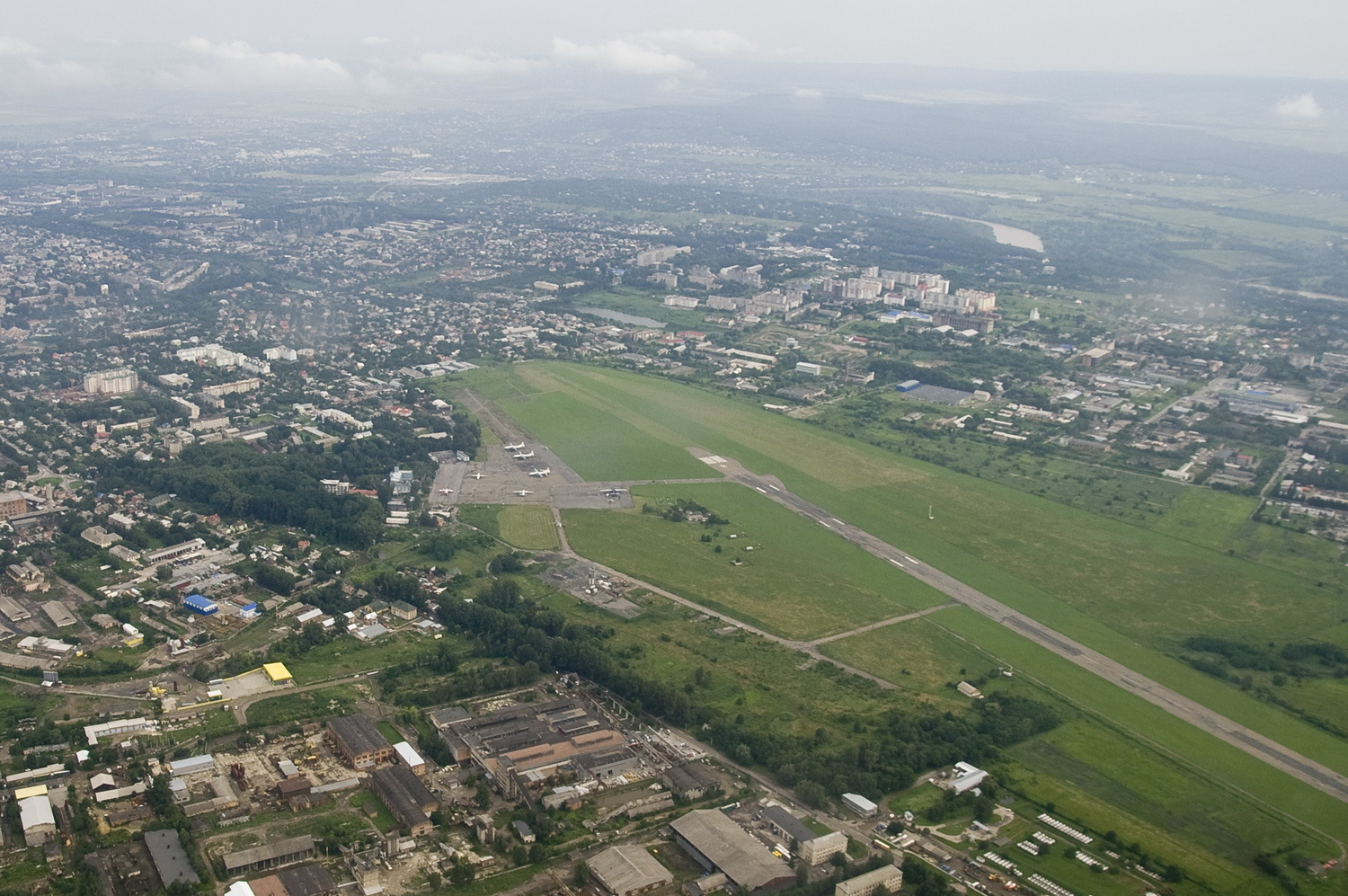
Современный вид, 2008 год

 С подписанием в ноябре 1917 года перемирия между Австро-Венгрией и Россией активные боевые действия на территории Буковины прекратились. В период возвращения Буковины под влияние Румынии, в Черновцы были перемещены десятый авиаэскадрильи из состава III воздушной группы «Галац», на вооружении у которой были истребители Ньюпор. Это было связано с тем, что на территории Украины тогда ещё продолжалась война и Румыния участвовала в боевых действиях против Украинской Галицкой армии.
Прекращение боевых действий в Восточной Европе и переход к мирной жизни обусловили полную реорганизацию военно-воздушных сил Румынии. Сотрудничество с соседними странами позволило значительно улучшить состояние румынской авиации.
В связи с быстрым развитием гражданской авиации с сентября 1926 года начинается обсуждение вопроса об отводе земель общины «Рогизна» под аэродром. Аэродром должен обслуживать внутренние и международные авиалинии, в частности польско-румынские. В 1927 году выгон возле села Рогизна превратился в «аэропорт Черновцы» и именно на этой взлетной полосе в августе 1928 года приземлился первый рейсовый пассажирский самолёт из Бухареста, а в 1930 году здесь уже смогли приземлиться самолёты, обслуживающие линии Данциг — Бухарест, впоследствии Данциг — Салоники, и авиалинию Прага — Москва.
Рост значения Черновцов как международного аэропорта вынудил власти обратить внимание на совершенствование воздушных ворот города. 12 октября 1930 года состоялась торжественная закладка краеугольного камня нового Черновицкого аэропорта. Работы по его внедрению продолжались вплоть до 1936 года. Тогда же состоялось торжественное открытие Черновицкого аэропорта. Безусловно, что Черновцы не могли быть единственным городом Румынии, где существовал аэропорт и вопрос о выделении земельных участков происходили и в других городах. Было создано 9 авиационных командований: Черновицкое, Сторожинецкое, Радауцкое, Сучавское, Хотинское и другие. Учитывая небывалый подъем авиации, ею стали интересоваться и студенты Черновицкого университета. В 1931 году при университете начала действовать авиационная школа, в которой сначала обучалось 7 студентов, а в 1933 году — 13. В 1934 году лётная школа имела уже 3 самолета, которые выполнили 8262 полета.

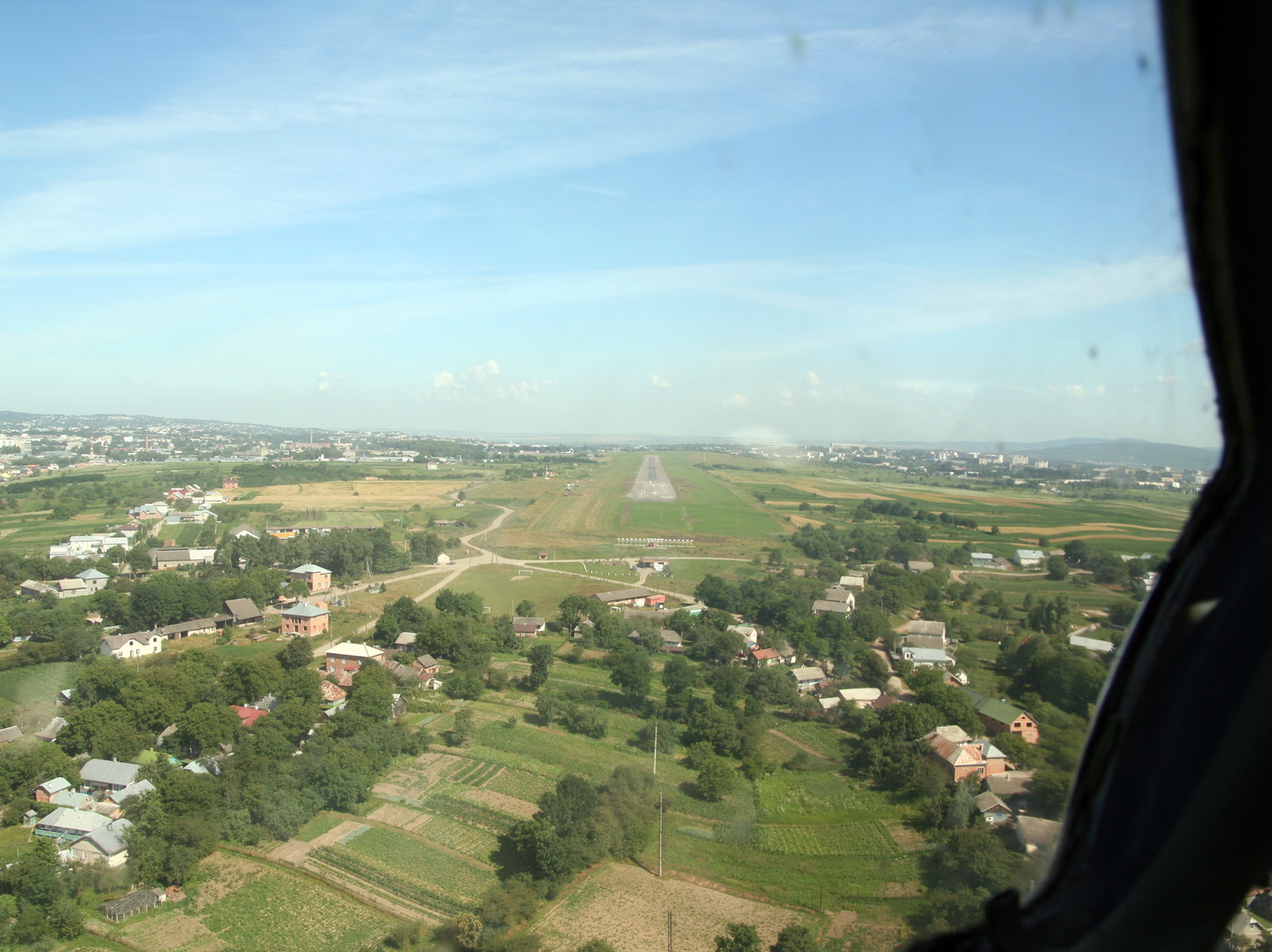
На глиссаде ВПП33

Начало Второй мировой войны и вмешательство СССР в Немецко-Польскую компанию вынудили часть польских войск отступать на территорию Румынии. В это время Черновицкий аэродром стал местом, где приземлялись польские самолеты, которые следовали в Яссы и Бухарест. После интернирования польских воинов они пополнили авиационный парк Румынии. Советский ультиматум от 26 июня 1940 застал румынское руководство внезапно. Урегулирование конфликта, которое позволило советскому руководству получить Бессарабию и Северную Буковину, также не обошлось без применения авиации. Начало боевых действий 22 июня 1941 на территории Черновицкой области также был связан с применением авиации. В сообщении Советского информационного бюро за 24 июня 1941 г. указывалось, что с территории Румынии осуществляются налеты немецкой авиации. В результате чего, были разрушены Черновицкий аэродром и база горючего при нём. Были разрушены железнодорожные станции в Банилове, Ларге, Лужанах и разбомблен железнодорожный путь на протяжении 10 км, а также клееварний завод и нефтебаза в поместье Садгора. Авиация использовалась и для выполнения десантных операций. В частности, 23 июня 1941 в районе г. Хотин была десантирована группа в 100 человек, которую уничтожило советское подразделение.
Уже в 1944 году, когда велись бои за освобождение территории Черновицкой области от немецких войск, в боях за овладение Черновцами отличились летчики генерал-майора авиации Лакеева, полковника Нечипоренко, полковника Федульева. После освобождения Черновцов была налажена доставка почты советскими самолетами ЛИ-2 на Черновицкий аэродром. Кроме того, жители сел ряда районов области были задействованы на строительстве и ремонте аэродромов.
В полную силу, авиация Буковины, заработала в мае 1944 года. В это время на Черновицком аэродроме базировалась авиационное звено самолетов ПО-2, которой руководил Ятченко Ф. И. В основном выполнялись полеты по оказанию медицинской помощи населению области, перевозке почты и срочных грузов.
В начале 1946 года на базе 87 отдельного гвардейского Сталинградского полка ВВС, передислоцированого из Чехословакии, был создан 283й авиаотряд спецназначения ГВФ с базированием в аэропорту, которым руководил Киселев В. С. В эксплуатации были самолеты ПО-2, С-2. Выполнялись пассажирские и почтовые перевозки, авиахимработы и санитарные задачи.
В 1951 году к Черновицкому авиаподразделению была присоединена отдельная Хмельницкая авиаэскадрилья. Отряд был переименован и стал называться 98 м авиаотрядом. На эксплуатации авиаотряда находились самолеты ПО-2.

схема аэропорта

В 1954 году в авиационное подразделение поступают самолёты Ан-2. Этот самолет имел всестороннее назначение и считался одним из лучших в мире по его использованию на различных видах работ. В это же время приходится развитие и укрепление воздушно-транспортных связей с городами Украины: Киев, Львов, Хмельницкий, Тернополь, Ивано-Франковск, Винница, Одесса. Трудился Черновицкий авиаотряд и совместно с авиаторами Молдавии. Прежде всего, это была, поставка ягод и свежих фруктов из садов Украины и Молдавии в северные районы Советского Союза. Буковинские пилоты работали не только на полях Черновицкой области, но и помогали в повышении урожайности сельскохозяйственных культур в других областях Украины, а также в Молдавии, Казахстане, Узбекистане и т. д.
В 1957 году представители Черновицкого авиаотряда участвуют в экспедициях на авиационно-химических работах Румынии, Чехословакии, Болгарии, Афганистане, Индии. В том же году авиаотряд пополнился вертолетами Ми-1, которые помогли установлению воздушного связи с высокогорными населенными пунктами Карпат: Путила, Селятин, Вижница и т. д. С увеличением протяженности авиалиний Черновицкого авиаподразделения, увеличивается количество перевозок пассажиров, почты и грузов. Так, если в 1946 году было перевезено — 9,1 тыс. человек, почты — 21,2 т, грузов — 215 т, то в 1971 году пассажиров — 360,5 тыс. человек, почты — 214 т, грузов — 2007,8 т.
За трудовые успехи, в 1962 году коллективу Черновицкого авиаотряда было вручено красное знамя Украинского управления гражданской авиации, а в 1964 году присвоено высокое звание «Коллектив коммунистического труда».

### История современного аэропорта
Своеобразной точкой отсчёта в истории современного аэропорта Черновцы, можно считать 1971 год, когда был реконструирован аэровокзал с доведением его пропускной способности до 200 пассажиров в час, а в 1974 году для обеспечения надежной эксплуатации самолетов Ан-24, выполнявших рейсы в Черновцы из Киева, на грунтовом лётном поле аэродрома была построена и задействована взлетно-посадочная полоса длиной 1500 м, шириной 42 м из асфальтобетона на щебне и песчаной основе.
В этом же году началась эксплуатация вертолётов Ми-2. Перевозка пассажиров через аэропорт ежегодно росли и в 1978 году составили 320 000 пассажиров. В 1986 году взлетно-посадочная полоса была удлинена на 700 метров и доведена до 2200 метров. Соответственно была реконструирована система посадки самолетов, в частности оборудование ВПП курсо-глиссадной системой захода на посадку. Это позволило принимать в Черновцах самолеты Як-42 и Ту-134. В те годы в аэропорту были построены: дома АТБ и службы спецтранспорта в 1970 году: два док-ангара в 1977—1978 годах: накопитель для пассажиров на 100 человек в 1989 году и другие сооружения.
Наибольший расцвет Черновицкого аэропорта пришелся на 80-е годы XX век. В то время через аэропорт было налажено авиасообщение с Киевом, Москвой, Донецком, Симферополем, Днепропетровском, Сумами, Кривым Рогом и другими городами.
В 2011 году проведена реконструкция ВПП и заменено светосигнальное оборудование.
В 2014-м произведена очередная реконструкция Взлётно-посадочной полосы, изменена несущая способность ВПП с 21/F/D/Y/T на 21/F/D/W/T. Искусственное покрытие выдерживает давление в пневматике самолета более 1,5 МПа. Что, в свою очередь даёт, возможность принимать такие современные воздушные суда как B737, A320
Работы по замене светосигнального оборудования приостановлены в 2012 году из-за отсутствия финансирования.

## Технические данные
В расположении аэропорта имеется две ИВПП:
- основная 15/33, используется в повседневной работе по приёму и отправке воздушных судов, покрытие асфальтобетонное, физические размеры: 2216 м в длину и 42 м в ширину, по несущей способности относится к классу 2 (PCN 21/F/D/W/T) и позволяет принимать самолёты типа: Ан-12, Як-42, Ту-134, Б-737, А-320.
- дополнительная полоса — грунтовая, расположена параллельно основной, в работе аэропорта не используется.

Аэродром пригоден для эксплуатации воздушных судов круглый год без ограничений в светлое и тёмное время суток. Пропускная способность составляет 12 взлётов-посадок в час. Аэропорт располагает спасательными и противопожарными транспортными средствами, оборудованными в соответствии с 6-й категорией. Светосигнальное оборудование, приводные радиостанции и курсо-глиссадная система позволяют осуществлять безопасное выполнение полётов в условиях плохой видимости (по метеоми́нимуму 60х800 взлёт 250).

## Перевозчики
| Авиакомпания                   | Направление |
| ------------------------------ | ----------- |
| Ukraine International Airlines | Н/Д         |
| SkyUp                          | Н/Д         |
| Wizz Air                       | Н/Д         |

| Авиакомпания | Направление |
| ------------ | ----------- |
| Н/Д          | Н/Д         |